# Comuna Bohdanivka, Dolînska
Bohdanivka (în ucraineană Богданівка) este o comună în raionul Dolînska, regiunea Kirovohrad, Ucraina, formată din satele Bohdanivka (reședința), Bratskîi Posad, Falkove, Hordînivka, Katerînivka, Marfivka, Novodanîlivka, Ocereteane, Slavne, Vîșneve și Zhoda.

## Demografie
Componența lingvistică a comunei Bohdanivka
     Ucraineană (95,33%)
     Rusă (3,97%)
     Alte limbi (0,66%)
Conform recensământului din 2001, majoritatea populației comunei Bohdanivka era vorbitoare de ucraineană (95,33%), existând în minoritate și vorbitori de rusă (3,97%).